# Chadae de Goguryeo
Chadae de Goguryeo (71-165) fue un rey coreano, el séptimo gobernante de Goguryeo entre el año 146 hasta el 165, uno de los Tres Reinos de Corea. Su nombre antes de la coronación era Suseong.

## Biografía
En el libro coreano Samguk Sagi se dice que el rey Taejo fue su hermano mayor, y también describe su carácter como valiente pero cruel.
Taejo tubo un reinado muy largo y Suseong lideró muchos ataques contra la China Han, ganando influencia en la corte. Eliminando a antagonistas como U bo y Go bok-jang, se coronó como rey. Se supone que Taejo fue forzado a abdicar en Suseong en su último año alrededor del 146. A fin de ganar más fuerza en sus pretensiones al trono, Chadae asesinó a dos hijos de Taejo, y oprimió a su hermano menor, Baekgo, el próximo rey. El libro Samguk Sagi también describe que bajo su reinado hubo muchos desastres, sediciones y rebeliones. Fue asesinado por su vasallo, Myeongnim Dap-bu.